# Lampides reverdini
Lampides reverdini är en fjärilsart som beskrevs av Hans Fruhstorfer 1915. Lampides reverdini ingår i släktet Lampides och familjen juvelvingar. Inga underarter finns listade i Catalogue of Life.